# Déjame entrar (novela)
Déjame entrar (sueco: Låt den rätte komma in), es una novela de vampiros publicada en el año 2004 por el escritor sueco John Ajvide Lindqvist. La historia se centra en la relación entre Oskar, un niño de trece años y Eli, una extraña niña de la misma edad que Oskar, que acaba de mudarse a su edificio. La acción tiene lugar en Blackeberg, un suburbio de clase trabajadora de la ciudad de Estocolmo, a principios de la década de 1980. La novela enfoca el lado oscuro de la humanidad, tratando temas como el acoso escolar, alcoholismo, drogas, robos, pedofilia, pederastia, prostitución, suicidio y asesinatos junto con temas sobrenaturales.
Para escribir esta novela el autor afirmó haberse inspirado en su propia infancia, y en  las obras "Carmilla", de Sheridan Le Fanu, y la película "The Crying Game" (El juego de lágrimas).
El libro encontró una buena acogida en Suecia y ha sido traducido a varios idiomas: alemán, ruso, inglés. Fue traducido al español en el año 2008.

## Sinopsis
Oskar es un niño que está a punto de cumplir 13 años. Vive con su madre, quien es cariñosa y con quien parece tener una conexión especial. Su padre es alcohólico y vive en el campo. Oskar se ha interesado por el crimen y la ciencia forense. Mantiene un álbum de recortes lleno de artículos sobre asesinatos y a menudo fantasea con matar a sus torturadores. Incluso llega a descargar su agresividad en un árbol del bosque cerca de su apartamento.
Oskar se hace amigo de Eli. Eli vive con un hombre llamado Håkan. Se revela que es una vampiresa que se convirtió de niña y está atrapada para siempre en el cuerpo y la mente de una niña. Oskar y Eli entablan una relación, y ella lo ayuda a luchar contra sus torturadores. Su relación se estrecha y revelan más de sí mismos, incluyendo fragmentos de la vida de Eli. Entre los detalles que se revelan está que Eli es un niño llamado Elias, castrado al convertirse en vampiro hace más de 200 años. Viste con ropa de niña, los forasteros la perciben como una niña e insiste en que se refieran a ella como tal.
Håkan se siente atraído por Eli y la sirve consiguiendo sangre de los vivos. Lucha con su conciencia y elige víctimas a las que puede atrapar, pero que no sean demasiado jóvenes. Håkan se ofrece a salir una última vez si puede pasar una noche con Eli después de conseguir la sangre. Eli dice que Håkan solo puede tocarla.
El intento de Håkan de obtener sangre fracasa y lo atrapan. Se desfigura con ácido para que la policía no pueda rastrear a Eli a través de él. Eli visita a Håkan, quien le ofrece su sangre. Eli bebe, pero un guardia los interrumpe y Eli no logra matarlo. Håkan se lanza por la ventana al suelo, pero es reanimado como un vampiro impulsado por su deseo por Eli. Håkan persigue a Eli e intenta violarla. Eli lo rechaza y escapa. Tommy destruye a Håkan después de que lo encierren en el sótano con él.
Lacke sospecha que un niño es responsable del asesinato de su amigo. Presencia cómo Eli ataca a su novia. Eli intenta beber su sangre, pero Lacke la reprime. Virginia sobrevive, pero comienza a transformarse en vampiro. No se da cuenta de su "infección" hasta que intenta prolongar su vida bebiendo su propia sangre y descubre que la exposición al sol le causa forúnculos en la piel. Virginia se da cuenta de su transformación y se suicida en la cama exponiéndose a la luz del día. 
Posteriormente Lacke rastrea a Eli hasta su casa e intenta matarla, pero es interrumpido por Oscar, lo que le da tiempo a Eli para defenderse y acabar con él.
Tras herir a uno de los chicos que abusan de él, Oskar recibe una paliza, y se venga incendiando el pupitre de su torturador, donde guardaba sus libros y el álbum de fotos de su padre. El niño abusador y su hermano mayor lo acorralan por la noche en la piscina e intentan ahogarlo. Eli rescata a Oskar y decapita a los dos hermanos. Eli y Oskar huyen de la ciudad con el dinero y las posesiones de Eli, subiendo finalmente a un tren y desapareciendo para el resto del pueblo.

## Título
El título hace referencia a la canción "Let the Right One Slip In" de Morrissey, pero también al mito folklórico que afirma que los vampiros no pueden entrar en una casa sin ser invitados.

## Adaptaciones
El libro ha sido adaptado dos veces en la gran pantalla. En 2008 se estrenó Låt den rätte komma in, dirigida por Tomas Alfredsson y protagonizada, entre otros, por Kåre Hedebrant y Lina Leandersson. Dos años más tarde se estrenó el remake estadounidense: Déjame entrar, dirigida por Matt Reeves y protagonizada por Kodi Smit-McPhee y Chloë Moretz. También ha inspirado una serie de televisión de Showtime: Let the Right One In (2022).
Además, en abril de 2010, Hammer Film Productions y Dark Horse Cómics produjeron una novela gráfica basada en la película. Marc Andreyko guionizó el cómic, y el autor del libro, John Ajvide Lindqvist, declaró que «nadie me pidió permiso para hacer el cómic y creo que el proyecto apesta. He estado consultando este asunto y espero que no tengan derecho para llevarlo a cabo.»